# Коффі (округ, Алабама)
Шаблон:StateAbbr_ 31°24′12″ пн. ш. 85°59′12″ зх. д. / 31.403333333333° пн. ш. 85.986666666667° зх. д.
 Коффі (англ. Coffee County) — округ (графство) у штаті Алабама. Ідентифікатор округу 01031. Окружний центр — місто Елба.

## Історія
Округ утворений 1841 року.

## Демографія
За даними перепису 2000 року
загальне населення округу становило 43615 осіб, зокрема міського населення було 19224, а сільського — 24391.
Серед мешканців округу чоловіків було 21303, а жінок — 22312. В окрузі було 17421 домогосподарство, 12485 родин, які мешкали в 19837 будинках.
Середній розмір родини становив 2,93.
Віковий розподіл населення поданий у таблиці:
| Стать    | До 15 років | 15-21 | 22-29 | 30-39 | 40-49 | 50-65 | 65-85 | Понад 85 |
| -------- | ----------- | ----- | ----- | ----- | ----- | ----- | ----- | -------- |
| Чоловіки | 4570        | 2105  | 2460  | 3006  | 3067  | 3584  | 2329  | 182      |
| Жінки    | 4279        | 1986  | 2173  | 3007  | 3362  | 3845  | 3080  | 580      |

За даними перепису населення 2010 року населення округу становило 49 948 осіб. Приріст населення за 10 років склав 15%.

## Суміжні округи
- Пайк — північ
- Дейл — схід
- Женіва — південь
- Ковінгтон — захід
- Креншо — північний захід

## Виноски
1. ↑  U.S. Decennial Census. United States Census Bureau. Архів оригіналу за 26 квітня 2015. Процитовано 22 серпня 2015.
2. ↑  Historical Census Browser. University of Virginia Library. Архів оригіналу за 11 серпня 2012. Процитовано 22 серпня 2015.
3. ↑  Forstall, Richard L., ред. (24 березня 1995). Population of Counties by Decennial Census: 1900 to 1990. United States Census Bureau. Архів оригіналу за 24 вересня 2015. Процитовано 22 серпня 2015.
4. ↑  Census 2000 PHC-T-4. Ranking Tables for Counties: 1990 and 2000 (PDF). United States Census Bureau. 2 квітня 2001. Архів оригіналу (PDF) за 18 грудня 2014. Процитовано 22 серпня 2015.
5. ↑  State & County QuickFacts. United States Census Bureau. Архів оригіналу за 17 травня 2014. Процитовано 15 травня 2014.(англ.) Наведено за англійською вікіпедією.
6. ↑  American FactFinder. Бюро перепису населення США. Архів оригіналу за 29 липня 2011. Процитовано 31 січня 2008.
7. ↑  Коффі на сайті «Open-Public-Records». Архів оригіналу за 15 квітня 2012. Процитовано 21 квітня 2012. Коффі на сайті «Open-Public-Records» (англ.)

| США | Це незавершена стаття з географії США. Ви можете допомогти проєкту, виправивши або дописавши її. |